# Albert Lorenz
Albert Lorenz (Roßwein, 31 juli 1816 – 1877) was een Duits componist, militaire kapelmeester en trompettist.

## Levensloop
Lorenz werd in 1837 trompettist in de militaire muziekkapel van het 2e Garde Lansieren Regiment in Berlijn. Toen het ballet Giselle van Adolphe Charles Adam in 1841 in première ging, heeft Lorenz op basis van de melodie een mars gecomponeerd. Het is een veel gespeelde mars voor de bereden korpsen.
In 1850 werd Lorenz kapelmeester (Stabstrompeter) van het muziekkorps van het 2e Garde Lansieren Regiment en bleef in deze functie tot 1859.
Als componist was Lorenz erg succesrijk. Hij won regelmatig prijzen gedurende de tussen 1852 tot 1861 door de Berlijnse muziekuitgeverij Bote und Bock uitgeschreven marswedstrijden.

## Composities

### Werken voor harmonieorkest
- 1842 Parademarsch im Trab nach Motiven des Baletts "Giselle" von Adolphe Charles Adam, deze mars was de parademars van het 2e Lijf-Huzaren-Regiment Viktoria van Pruisen nr. 2
- 1857 Parademarsch in As majeur, op. 152, won in 1857 de 3e prijs bij de marscompetitie van de muziekuitgave Bote & Bock, Berlijn
- 1858 Parademarsch in Bes majeur, op. 164, won in 1858 de 3e prijs bij de marscompetitie van de muziekuitgave Bote & Bock, Berlijn
- 1859 Cavalerie-mars in Es majeur, op. 170, won in 1859 de 2e prijs bij de marscompetitie van de muziekuitgave Bote & Bock, Berlijn
- Ziethen aus dem Busch